# Brayan de la Torre
Brayan José de la Torre Martínez (n. Guayaquil, Guayas, Ecuador; 11 de enero de 1991) es un exfutbolista que judaba de mediocampista o lateral derecho y su último club fue Liga de Portoviejo de la Segunda Categoría de Ecuador

## Trayectoria
De la Torre se inició en las divisiones menores del Barcelona Sporting Club, donde destacó jugando 55 partidos en dos años, en 2009 tuvo la oportunidad de jugar un encuentro, con Benito Floro como director técnico; las oportunidades se le volvieron a dar en 2010, cuando tuvo la oportunidad de jugar en 6 cotejos, incluso marcando un gol, en la victoria 3-0 frente al Independiente José Terán en el Estadio Monumental.
En el 2011 dio un paso importante en su carrera, pues, gracias al apoyo del DT argentino Rubén Darío Insúa, pudo tener gran continuidad, como juvenil del equipo, sin embargo con el tiempo se ha ganado un puesto en Barcelona Sporting Club. Brayan marco su primer gol ante el Independiente José Terán en Sangolquí, gol que le significarían tres puntos al cuadro "torero" en ese entonces dirigido por el ecuatoriano Álex Aguinaga.
Ya en el 2012 dirigido por Gustavo Costas marca su primer gol y de manera internacional frente al Deportivo Táchira de Venezuela por la Copa Sudamericana 2012 el cual su equipo lo derrotó 5x1. El 2 de diciembre de 2012 se consagra Campeón Ecuatoriano siendo Brayan parte fundamental en el engranaje del equipo canario.
Actualmente juega para Liga de Portoviejo

## Selección nacional
El 6 de septiembre de 2011, De La Torre debutó en la selección absoluta como suplente ante Costa Rica, Ecuador ganó el partido 4-0.

### Categorías inferiores
Ha sido internacional con la Selección de Ecuador Sub-20, el 12 de febrero de 2011, Ecuador clasifica a la Copa Mundial de Fútbol Sub-20 de 2011.

#### Participaciones en Copas del Mundo
| Campeonato                  | Sede     | Resultado        | Partidos | Goles |
| --------------------------- | -------- | ---------------- | -------- | ----- |
| Copa Mundial Sub-20 de 2011 | Colombia | Octavos de final | 2        | 0     |

## Clubes
| Club                  | País    | Año         |
| --------------------- | ------- | ----------- |
| Barcelona             | Ecuador | 2007 - 2015 |
| Mineros de Zacatecas  | México  | 2015 - 2016 |
| Dorados de Sinaloa    | México  | 2016 - 2017 |
| Guayaquil City        | Ecuador | 2017        |
| Técnico Universitario | Ecuador | 2018        |
| Santa Rita            | Ecuador | 2018        |
| Fuerza Amarilla       | Ecuador | 2019        |
| Liga de Portoviejo    | Ecuador | 2020        |

## Palmarés

### Campeonatos nacionales
| Título              | Club            | País    | Año           |
| ------------------- | --------------- | ------- | ------------- |
| Campeonato Nacional | Barcelona       | Ecuador | 2012          |
| Ascenso MX          | Dorados Sinaloa | México  | Apertura 2016 |